# Slow (Kylie Minogue-sang)
"Slow" er en electropop-sang skrevet af den australske sanger og sangskriver Kylie Minogue, Dan Carey og Emilíana Torrini for Minogues niende studiealbum Body Language. Sangen blev produceret af Sunnyroads og fik positiv modtagelse fra kritikerne. Sangen blev udgivet som albummets første single i slutningen af 2003.

## Udgivelse
"Slow" blev udgivet den 3. november 2003 i Storbritannien, og blev Minogues syvende single at nå førstepladsen på UK Singles Chart, men kun solgte 43.000 eksemplarer. Sangen var også vellykket uden for Storbritannien. I Australien nåede sangen førstepladsen på ARIA Charts og blev certificeret platina af Australian Recording Industry Association med salg af over 70.000 eksemplarer. Sangen nåede førstepladsen i Danmark, Spanien og Rumænien, og nåede Top 10 og Top 20 i andre lande herunder Belgien, Finland, Tyskland, Ungarn, Irland, Italien, Nederlandene og Norge. Sangen blev udgivet den 13. januar 2004 i Canada og nåede nummer seks på Canadian Hot 100.
På grund af positiv modtagelse af Minogues tidligere udgivelser blev "Slow" udgivet i USA, og blev hendes tredje single at nå førstepladsen på Billboard i kategorien Hot Dance Club Songs. Men sangen blev ikke vellykket på Billboard Hot 100 og nåede kun nummer 91 på hitliste.

## Musikvideo
Videoen blev skudt i den spanske by Barcelona. Det åbner med en mand, der springer i en swimmingpool fra vippe, hvor skyskrabere fra Barcelona er tydeligt vist. Efter manden kommer ud af poolen, fokuserer resten af videoen på Minogue med bare fødder i en minikjole.

## Formater og sporliste
Disse er de formater og sporlister af større udgivelser af Slow.
| CD single 1 1. "Slow" – 3:15 2. "Sweet Music" – 4:08 3. "Slow" (Medicine 8 Remix) – 6:57 CD single 2 1. "Slow" – 3:15 2. "Soul on Fire" – 3:32 3. "Slow" (Radio Slave Mix) – 10:27 4. "Slow" (Video) Australske CD 2 1. "Slow" – 3:15 2. "Soul on Fire" – 3:32 3. "Slow" (Radio Slave Mix) – 10:27 4. "Slow" (Synth City Mix) – 5:50 | Japansk CD single 1. "Slow" – 3:15 2. "Soul on Fire" – 3:32 3. "Slow" (Medicine 8 Remix) – 6:57 4. "Slow" (Radio Slave Remix Edit) – 6:34 5. "Slow" (Extended Mix) – 6:27 Fransk DVD 1. "Slow" – 3:15 2. "Sweet Music" – 4:08 3. "Slow" (Video) |

## Hitlister
| Hitliste (2003–04)                 | Placering |
| ---------------------------------- | --------- |
| Australien (ARIA Charts)           | 1         |
| Østrig (Ö3 Austria Top 75)         | 20        |
| Belgien (Ultratop 50 Flandern)     | 9         |
| Belgien (Ultratop 40 Vallonien)    | 26        |
| Danmark (Tracklisten)              | 1         |
| Finland (Suomen virallinen lista)  | 3         |
| Frankrig (SNEP)                    | 45        |
| Tyskland (Media Control Charts)    | 8         |
| Ungarn (Mahasz)                    | 4         |
| Irland (Irish Singles Chart)       | 5         |
| Italia (FIMI)                      | 6         |
| Nederlandene (Mega Single Top 100) | 8         |
| New Zealand (RIANZ)                | 9         |
| Norge (VG-lista)                   | 4         |
| Spanien (PROMUSICAE)               | 16        |
| Sverige (Sverigetopplistan)        | 16        |
| Schweiz (Schweizer Hitparade)      | 18        |
| Rumænien (Romanian Top 100)        | 1         |
| Storbritannien (UK Singles Chart)  | 1         |
| Canada (Canadian Hot 100)          | 6         |
| USA (Billboard Hot 100)            | 91        |

## Udgivelsehistorie
| Land           | Dato              | Pladeselskab    |
| -------------- | ----------------- | --------------- |
| Storbritannien | 3. november 2003  | Parlophone      |
| Japan          | 10. november 2003 | Parlophone      |
| Frankrig       | 10. november 2003 | Parlophone      |
| Canada         | 13. januar 2004   | Capitol Records |